# Pirmin Styrnol
Pirmin Styrnol (* 25. Dezember 1989 in Lahr/Schwarzwald) ist ein deutscher Journalist, Filmemacher und Synchronsprecher. Im Jahr 2018 war er die Station Voice von Das Erste für die TV-Übertragungen der Fußball-Weltmeisterschaft.

## Leben und Karriere
Pirmin Styrnol wurde in Lahr/Schwarzwald geboren und schloss das Abitur auf dem Clara-Schumann-Gymnasium ab. 2010 zog er zum Studium nach Wien, wo er im Jahr 2013 die Radiosendung “Momente des Sports” gründete und als Chefredakteur moderierte. Im selben Jahr wurde er dafür erstmals für den renommierten Radiopreis der Erwachsenenbildung nominiert. Ab 2014 arbeitete er zusätzlich beim Österreichischen Kulturradio Ö1 und erhielt für seine Arbeit als Feature-Redakteur sowohl den Radiopreis der Erwachsenenbildung als auch den Sports Media Award.
Seit 2015 leitet Styrnol seine Medienproduktionsfirma punchline studio gemeinsam mit seinem Bruder Maik Styrnol in Lahr in Baden-Württemberg. Für die Dokumentarfilme Winter in Lviv und Für ein Lächeln… erhielten die Brüder diverse internationale Filmpreise. Beide Filme behandeln die Folgen des Konflikts in der Ostukraine und entstanden in Zusammenarbeit mit dem Bamberger Journalisten Till Mayer. Mit der Spendenkampagne Winter in Lviv sammelten die Filmemacher über 130.000 Euro Spenden für das Medico Soziale Zentrum in Lviv, das alte und hilfsbedürftige Menschen unterstützt (Stand: September 2020). Pirmin Styrnol ist freier Mitarbeiter von ARD und SWR und ist regelmäßig als Regisseur für Live-Sendungen und Dokumentarfilme im Einsatz. Im Jahr 2019 wurde er als jüngster Preisträger mit dem internationalen AIPS Award ausgezeichnet, der weltweit höchsten Auszeichnung für Sportjournalisten. Für die AIPS Awards 2020 wurde Styrnol in den Kategorien „Video“ und „Writing“ nominiert. Damit ist er der erste Sportjournalist, der in allen drei Mediengattungen ausgezeichnet wurde.
Während der Corona-Pandemie im Jahr 2020 gründete Pirmin Styrnol als Produzent gemeinsam mit seinem Bruder Maik Styrnol und dem Komponisten Gert Endres das Project United und versammelte 70 Musiker aus zwölf Ländern für die Musikproduktion Side By Side. Mit dem von Endres komponierten und von Maik Styrnol produzierten Song rief das Project United zu Spenden für die von Corona stark betroffene Hilfsorganisation Handicap International auf. Das dazugehörige Video wurde von Fernsehsendern in Deutschland, Österreich, Luxemburg und Spanien ausgestrahlt. Im Mai 2020 war Styrnol als Produzent und Regisseur verantwortlich für das WeLive Musikfestival. Das zunächst als sechsteilige Konzertfilm-Serie veröffentlichte Online-Festival setzte von der Corona-Krise betroffene Künstler aus Süddeutschland vor 10 Kameras im Schlachthof Lahr in Szene. Produziert wurde WeLive von Styrnols punchline studio. Zum Line Up der ersten Staffel zählten Dominik Büchele, Pervez Mody, Oil, Von Welt, No Authority und Qult. Im Dezember 2020 wurden die Initiatoren des WeLive Musikfestival mit dem deutschen Rock&Pop-Preis für die Förderung der deutschen Rock- und Popmusik ausgezeichnet. Seit dem Jahr 2021 produziert Styrnol zudem das überregionale Serienformat WeLive on Tour, welches ebenfalls Musiker abseits des Mainstream in den Fokus rückt. Im Mai 2021 erhielten die Macher den Alternativen Medienpreis in der Kategorie „Vernetzung“ für das Projekt.

## Sprechertätigkeit
Neben seiner Tätigkeit als Journalist und Filmemacher arbeitet Pirmin Styrnol als Sprecher. So war er beispielsweise im Jahr 2018 als „Stimme der Fußball-WM“ die Station Voice der ARD bei den Übertragungen der Weltmeisterschaft. 2019 war Pirmin Styrnol die Station Voice beim Finale der “Miss Germany”-Wahl im Europapark Rust. Er leiht seine Stimme außerdem für Kino- und Fernsehdokumentationen und ist regelmäßig als Trailer-Stimme der SWR-Fernsehsendung “SWR Sport” zu hören. Im Januar 2020 synchronisierte Styrnol sowohl den Show-Opener als auch den Tour-Trailer für die Music&Stories-Deutschlandtour der britischen Rockbands Uriah Heep, Nazareth und Wishbone Ash. Als Station Voice eröffnete er jede Show der Tour mit Moderator und The-Sweet-Gitarrist Andy Scott.

## Soziales Engagement
Seit dem Jahr 2016 ist Pirmin Styrnol in der Ukraine-Hilfe aktiv und unterstützt Hilfsprojekte durch ehrenamtliche Dokumentarfilmproduktionen und Vorträge. Nach Beginn des russischen Angriffskriegs gegen die Ukraine im Jahr 2022 gründete Styrnol die Hilfsorganisation „Gemeinsam Europa e.V.“. Der gemeinnützige Verein kümmert sich um den Transport von Hilfsgütern ins Kriegsgebiet und unterstützt zudem Flüchtlinge bei der Unterbringung und Integration in Deutschland. Seit Gründung verantwortete die Initiative bereits die Lieferung von über 300 Tonnen humanitärer Hilfe (Stand Oktober 2022). Viele der Transporte überführte Styrnol selbst ins Kriegsgebiet. Über seine Erfahrungen in der Ukraine vor und während des Krieges spricht Styrnol weiterhin in Vorträgen. Im September 2022 zeichnete der Landkreis Ortenau das Engagement der Organisation mit dem „Integrationspreis 2022“ aus. Seit dem Jahr 2023 ist Pirmin Styrnol offizieller Pate von „Schule ohne Rassismus – Schule mit Courage“ am Clara-Schumann-Gymnasium Lahr.

## Filmografie
- Winter in Lviv, Festivalfilm, 2017 (mit: Till Mayer)[55]
- Die lange WM-Nacht, ARD-Dokumentarfilm, 2018 (mit: Michael Dittrich)
- Für ein Lächeln…, Festivalfilm, 2018 (mit: Till Mayer)[56]
- OIL – Live in Concert, Episode 1, Serie, 2019 (mit: Maik Styrnol)[57]
- WeLive Musikfestival, Serie, Acht Episoden, 2020 (mit: Maik Styrnol)[58]
- The Dying Swans Project, Serie, Episode: Taleb's Theory, 2021[59][60][61]
- WeLive on Tour, Serie, Acht Episoden, 2021/22 (mit: Maik Styrnol)[62]
- Chamonix 1924 - Die ersten Winterspiele, ARD-Dokumentarfilm, 2022 (mit: Michael Dittrich)[63]
- Olympische Geschichte(n) - Von Chamonix bis Peking, ARD-Dokumentarfilm, 2022 (mit: Michael Dittrich)[64][65]
- The Kelt - Der letzte Krieger vom Ipf, SWR-Doku-Serie, Acht Episoden, 2024[66][67][68][69]

## Auszeichnungen (Auswahl)

### Nominierungen
- Radiopreis der Erwachsenenbildung, 2013, Kategorie „Sendereihe“[70]
- Finalrunde Axel Springer Preis, 2014, Kategorie „Hörfunk“
- Civil Media Award, 2015, Kategorie „Entertainment & Arts“[71]
- Sportjournalistenpreis der Sports Media Austria, 2014, Kategorie „Radio“
- Pearl Awards der AIPS, 2015, Kategorie „Audio“
- Pearl Awards der AIPS, 2015 Kategorie „Journalistic Weblog“
- AIPS Award, 2020, Kategorie „Writing“[72]
- AIPS Award, 2020, Kategorie „Video - Best Short Feature“

### Awards
- Sportjournalistenpreis der Sports Media Austria, 2014, Kategorie „Radio“
- Radiopreis der Erwachsenenbildung, 2014 Kategorie „Information“[73]
- Sportjournalistenpreis der Sports Media Austria, 2015, Kategorie „Radio“
- Coburger Medienpreis, 2015, Kategorie „Schöpfung, national“[74]
- Das silberne Pferd, 2016, Kategorie „Multimedia Berichterstattung“[75]
- Der goldene Steigbügel, 2016, Kategorie „Olympia Vorberichterstattung“
- Filmpreis beim Porto7 International Short Film Festival, 2018, Kategorie „Best Documentary“[76]
- Filmpreis beim REFF React Short Film Festival, 2018, Kategorie „Best Documentary“[77]
- Coburger Medienpreis, 2018, Kategorie „Wellenschläger, regional“[78]
- AIPS Award, 2019, Kategorie „Audio“[79]
- Deutscher Rock&Pop-Preis, 2020, Sonderpreis für Förderung der Musikkultur[80][81][82]
- Alternativer Medienpreis, 2021, Kategorie „Vernetzung“[83][84]
- Integrationspreis Ortenau, 2022, für die Arbeit seiner Hilfsorganisation "Gemeinsam Europa e.V."[85]
- Bürgerpreis der Stadt Lahr, 2022, für die Arbeit seiner Hilfsorganisation "Gemeinsam Europa e.V."[86]